# Wim Gertenbach
Willem (Wim) Johannes Gertenbach (Zandvoort, 14 maart 1904 –  Leusden, 5 februari 1943) was een Nederlands verzetsstrijder tijdens de Tweede Wereldoorlog.
Gertenbach gaf als drukker de Zandvoortse Courant uit, en verzorgde vanaf eind 1941 de uitgave van Het Parool. Hij werd gearresteerd door de Sicherheitspolizei op 31 januari 1942.
Op 5 februari 1943 is Gertenbach samen met zeventien andere mensen van Het Parool op de Leusderheide gefusilleerd.  
Gertenbach is herbegraven op de Algemene Begraafplaats in Zandvoort, bij zijn gezin. Zijn vrouw en drie kinderen, die naar Haarlem geëvacueerd waren, zijn omgekomen op 16 april 1943 bij het bombardement op de Amsterdamse buurt in Haarlem.
Wim Gertenbach kreeg postuum het Verzetskruis. Zijn naam staat vermeld op de Erelijst van Gevallenen 1940-1945.
In de Verzetswijk in Almere is een straat vernoemd naar Willem Gertenbach, ter ere van zijn bijdrage aan het verzet.
H.J. van Aalderen
· P. van As
· M. Assies
· J.J. Barendsen
· J.A. Beekman
· H.D.J. Beernink
· L.R. Beijnen
· C.J. van den Berg-van der Vlis
· L.A. Bleys
· G. de Boer
· A.A. Bontekoe
· E.J. Bosch ridder van Rosenthal
· D.A. van den Bosch
· I.J. van den Bosch
· J.H. Bosch
· J.C.J. baron Brantsen
· A.L. Charroin
· F.G.M. Conijn
· M. Crans
· R.J. Dam
· F. Datema
· K.H. Derkzen van Angeren
· H. Dienske
· J.L.G. Doornik
· V. Dreyfus
· N. Dupont
· F. Duwaer
· S. Esmeijer
· G.H. Gelder
· J. Gelderman
· W.J. Gertenbach
· E.A. Giran
· O. Giran
· C.H. de Groot
· P.G.S. Guermonprez
· A. Hahn
· W. van Hall
· J.C.H.F. van Hanxleden Houwert
· Th.W.L. baron van Heemstra
· J.J. Hendrikx
· J.L. Hesselberg
· W.J. Heukels
· I. van der Horst
· J. ter Horst
· H.P. Hos
· J.F.H.M. baron van Hövell van Wezeveld en Westerflier
· B. IJzerdraat
· L. Jansen
· A. Kalter
· G.W. Kastein
· A. Keuter
· T.J. Kroeze
· D.M.R.H. Kroon
· H.Th. Kuipers-Rietberg
· A. Meerwaldt
· J.A.A. Mekel
· J.D. van Melle
· D.C.B. Mesritz
· M.-L.C. Meunier
· J.J. Mohr
· J.L. Moonen
· A.C. Nagtegaal
· F. Nieuwenhuijsen
· B. Oosthoek
· J. Oranje
· T. Pannekoek
· J. Post
· A.J. Rozeman
· V.H. Rutgers
· F.R. Ruys
· W. Santema
· J.J. Schaft
· Jhr. J. Schimmelpenninck
· R.L.A. Schoemaker
· G. Schoonman
· W.P. Speelman
· M. van der Stoep
· B.M. Telders
· A.O.H. Tellegen
· O.R. Thomsen
· G. Tieman
· T.W. de Tourton Bruijns
· L.M. Valstar
· G.J. van der Veen
· D. Verloop
· M.A.E. Verspyck
· P.M.R. Versteegh
· C. Vlot
· G. Weidner
· J.H. Westerveld
· H.B. Wiardi Beckman
· J.W. Wildschut
· J.R.E. Wüthrich
· L. Zwanenburg
· Onbekende Joodse soldaat